# Kopystyn
Kopystyn (ukr. Копистин) – wieś na Ukrainie, w obwodzie chmielnickim, w rejonie chmielnickim, w hromadzie Chmielnicki. W 2001 liczyła 1270 mieszkańców, spośród których 1244 wskazało jako ojczysty język ukraiński, 24 rosyjski, 1 mołdawski, a 1 białoruski.
Znajduje się tu przystanek kolejowy Kopystyn, położony na linii Odessa – Lwów.